# Тефнахт I
Тефнахт I (Технадис) — правитель (номарх) Саиса, правивший приблизительно в 727—718 годах до н. э.; представитель XXIV династии.

## Биография

### Ранние годы
Тефнахт I предположительно происходил из знатного ливийского рода, поскольку носил титул «Верховного вождя Запада». Основал собственную династию со столицей в Саисе (Нетер). При Тефнахте наблюдалось заметное усиление Саиса, подчинившего себе Мемфис. Тефнахт был сильнейшим из ливийских князей, он правил в Нетери (область в центральной части Дельты, в VI Ксоиском номе («Горный бык»), в Хапи (греч. Нилополь), в Аяне, в Пернубе (город около Саиса) и в Мемфисе. Тефнахт занимал также должности жреца богини Нейт в Саисе и бога Птаха в Мемфисе.
Хотя Тефнахт I не упоминается в списке фараонов Манефона, современные исследователи относят его к XXIV династии, к которой принадлежал его сын Бокхорис.

### Продвижение Тефнахта I на юг
Взятие Мемфиса воодушевило Тефнахта I, и он принял решение осаждать Гераклеополь, числившийся в союзниках нубийского фараона Пианхи.
Заключив союз с фараоном Иуапетом, правителем Тентрему и Тааяна, Шешонком командиром ливийских наёмников подчиненным правителю Бусириса Пему, фараоном Осорконом III из Бубастиса и другими северными князьями, Тефнахт I захватил весь запад от «Болотной страны» (область около озера Буруллус, близ Буто) до Ит-тауи. Около 226 Тефнахт начал продвижение по западному берегу Нила на юг, подчинил Мер-Атум (совр. Медум), Пер-Меджед (греч. Оксиринх), Таканаш (город XIX номе Верх. Египта). После чего были захвачены города и на восточном берегу Нила Хатбену (греч. Гиппонон — глав. город XVIII нома Нижнего Египта), Тауиджит (город в XIX Оксиринхском номе), Хатнесу (греч. Алаванстрополь — город в XVIII номе Нижн. Египта), Пер-неб-тепуих (греч. Афродитополь совр. Атери — глав. город XXII нома Верхн. Египта). После чего он осадил Гераклеополь.
Царь Гермополя Немарат добровольно признал власть Тефнахта I, и вместе с последним участвовал в осаде Гераклеополя.

### Столкновение с кушитами
Царь Куша и Верхнего Египта Пианхи, обеспокоенный победами Тефнахта I, двинул против него сильное войско. Армия Тефнахта, двигающаяся на кораблях, по дороге на Фивы была разбита кушитами в речном сражении и отступила до Гераклеополя, где потерпела второе поражение. Остаток войска Тефнахта переправился через реку и причалил на западном берегу вблизи Перпега (расположен около Гераклеополя на западном берегу канала Бахр-Юсуф). Рано утром следующего дня войско Пианхи переправилось через канал и внезапно напало на остаток армии северян, последние вновь потерпели поражение. После этого Немарат отправился в Гермополь, чтобы защищать свой родной город, а Тефнахт отступил в Мемфис, где он получил подкрепление 8000 воинов и при поддержке трудового населения города приготовился к осаде. Царь Гераклеополя Пефнифдибаст истощенный осадой Тефнахта, с радостью признал власть Пианхи.
Войско Пианхи в это время осадило Гермополь. Также был взят город Оксиринх, разгромлен город Тетехен (греч. Тенисили Акфис) с очень сильным гарнизоном под начальством сына Тефнахта I. Воины Пиаихи разрушили его стены тараном, ворвались в город и учинили там большую резню, в ходе которой погиб и сын Тефнахта. После чего был взят Хатбену.

### Пианхи сам вступает в войну
Пиаихи, недовольный затянувшейся осадой Гермополя, лично прибыл из Куша под Гермополь, для руководства своим войском. В короткое время были сооружены вал вокруг Гермополя и осадная башня, с которой лучники обстреливали город. Количество убитых и раненых в Гермополе росло с катастрофической быстротой. Зловоние от сотен мертвых тел разносилось на многие мили вокруг. Осажденные стали страдать от болезней, и их терпению пришёл конец.
Город был вынужден сдаться на милость победителя. Немарат признал власть Пианхи и послал ему дары. После чего кушитское войско двинулось на север. Город Пер-Секхемкхеперра с сильным гарнизоном и вторым сыном Тефнахта I сдался без боя. Города Мер-Атум и Ит-тауи последовали его примеру.

### Падение Мемфиса
Войско Пианхи подступило к Мемфису, вокруг которого горожане возвели солидные укрепления. Тефнахт I владел Мемфисом давно и был жрецом бога Птаха. В ответ на требования Пианхи сдаться жители Мемфиса заперли ворота и даже сделали вылазку, которая результатов не принесла. Тефнахту под прикрытием ночи удалось проскользнуть из города. Он бежал, дабы собрать армию. С жителей он взял клятву, что город они не сдадут. Запасы воды и пищи там были весьма значительными и их бы хватило на несколько месяцев, до подхода подмоги.
Некоторые из военачальников Пианхи, увидев, что город сильно укреплен, предложили взять его измором, отрезав от путей сообщения. Некоторые предлагали штурмовать Мемфис с насыпей и плотин, возведенных специально для этой цели. Сам Пианхи решился на приступ. Он отказался от сложных приготовлений, которые, по его мнению, были слишком медлительны и могли показать врагу, где именно будет нанесён удар. Стены с западной стороны города, и без того высокие, были сделаны ещё выше в самое последнее время, тогда как восточная сторона, защищенная водой, уровень которой был поднят, осталась неотремонтированной. Здесь находилась гавань, и Пианхи направил свой флот к ней и быстро завладел всеми судами.
Затем фараон быстро построил захваченные суда вместе со своими, вдоль восточных стен, создав, таким образом, мост для свих осадных колон. По этому мосту солдаты Пианхи ворвались в город и устроили там жуткую резню. Но все святилища Мемфиса были пощажены и сохранены в целости. Вследствие чего жрецы Птаха отреклись от Тефнахта I и признали царём Пианхи. Тефнахт бежал в Меседу (город в Дельте, точное местонахождение неизвестно). Не желая чтобы суда и припасы достались Пианхи Тефнахт приказал их сжечь.

### Тефнахт I признаёт власть Пианхи, но затем принимает титул фараона
После захвата Мемфиса, цари Иуапет и Осоркон III, а также 9 князей Дельты, в числе которых были Акенеш из Себеннита, Педиисе из Атрибиса и другие, подчинились Пианхи. Также признали власть Пианхи и князья Крокодилополя и Афродитополя, городов не затронутых войском Пианхи при его наступлении на север. Князь Педиисе выказал особую преданность Пианхи и пригласил его в свой город.
Под руководством Педиисе был взят Месед и перебиты все его жители. В награду Пианхи пожаловал Педиисе захваченный Месед. Тефнахту I удалось ускользнуть в болотистые районы на северо-западе Дельты, но все же он вынужден был признать власть Пианхи, и послал ему дары. По удалении Пианхи на юг, Тефнахт, несмотря на присягу, принял царский титул. Так он изобразил себя фараоном на надписи, в которой он жертвует саиской богине Нейт участок земли.
Став фараоном, Тефнахт I правил, по меньшей мере, 8 лет.

### Диодор Сицилийский о Тефнахте I
Запись о Тефнахте I оставил Диодор Сицилийский:

«По преданию после богов первым царём в Египте был Менас, он научил людей поклоняться богам и приносить жертвы, а также ввёл обычай ставить столы и кровати и пользоваться дорогими покрывалами, одним словом, сам ввёл роскошную и дорогую жизнь. По этой причине, царствовавший много поколений спустя, Тнефахф, отец мудрого Бокхориса, когда отправился походом в Аравию и у него закончились съестные припасы в пустынных и труднопроходимых местах, он был вынужден, проголодав день, воспользоваться скромной пищей, предоставленной какими-то местными простолюдинами, после чего, поев, осудил роскошь и проклял древнего царя, научившего людей роскошной жизни. И так сильно изменил своё мнение относительно еды, питья и ложа, что записал это проклятие иероглифами в храме Зевса в Фивах; это, судя по всему, и есть причина того, что в последующих поколениях не осталось памяти о Менасе».

## Имя
| G5 |

| G5 |

| S32 · F32 |

| S32 · F32 |

| G16 |

| G16 |

| S32 · F51A |

| S32 · F51A |

| G8 |

| G8 |

| G8…… | \| \| |
|      |       |

|  |

| G8…… | \| \| |
|      |       |

|  |

| nswt&bity |

| nswt&bity |

| N5 | A51 | S29 | S29 |

| N5 | A51 | S29 | S29 |

| N5 | A51 | S29 | S29 |

| N5 | A51 | S29 | S29 |

| N5 | A51 | S29 | S29 |

| N5 | A51 | S29 | S29 |

| N5 | A51 | S29 | S29 |

| N5 | A51 | S29 | S29 |

| G39 | N5 |

| G39 | N5 |

| V10A | X1 | G1 | M17 | M17 | Ba15s · I9 · Ba15as · D40 | U33 | Z5 |

| V10A | X1 | G1 | M17 | M17 | Ba15s · I9 · Ba15as · D40 | U33 | Z5 |

| X1 | G1 | I9 · N35 | M3 · Aa1 · X1 |

| X1 | G1 | I9 · N35 | M3 · Aa1 · X1 |

| X1 | G1 | I9 · N35 | M3 · Aa1 · X1 |

| X1 | G1 | I9 · N35 | M3 · Aa1 · X1 |

| X1 | G1 | I9 · N35 | M3 · Aa1 · X1 |

| X1 | G1 | I9 · N35 | M3 · Aa1 · X1 |

| X1 | G1 | I9 · N35 | M3 · Aa1 · X1 |

| X1 | G1 | I9 · N35 | M3 · Aa1 · X1 |